# Saint-Sigismond (Maine y Loira)
 Saint-Sigismond  es una comuna delegada de la comuna francesa de Ingrandes-Le-Fresne-sur-Loire, situada en el departamento de Maine y Loira, de la región de Países del Loira,

## Historia
Fue una comuna que el 1 de enero de 2024 pasó a ser una comuna delegada al fusionarse con la comuna de Ingrandes-le-Fresne-sur-Loire.

## Demografía
| 315 | 306 | 267 | 256 | 266 | 312 | 376 | 381 | 390 |
| Para los censos de 1962 a 1999 la población legal corresponde a la población sin duplicidades (Fuente: INSEE [Consultar]) |     |     |     |     |     |     |     |     |

## Référencias
1. ↑  Worldpostalcodes.org, código postal n.º 49123.
2. ↑  INSEE, Datos de población para el año 2012 de Saint-Sigismond (en francés).